# Лилина, Злата Ионовна
Зла́та Ио́новна Ли́лина (урождённая Бернштейн, псевдоним Зи́на Ле́вина; 15 января 1882, Друя, Виленская губерния — 28 мая 1929, Ленинград) — советская партийная и государственная деятельница, журналистка. Вторая жена Г. Е. Зиновьева, сестра Ильи Ионова (1887—1942), заведующего Госиздатом РСФСР.

## Биография
Родилась в семье мукомола Евно Нохимовича Бернштейна. Получила домашнее образование, затем училась в гимназии в Митаве (ныне — Елгаве). В 1902 году окончила учёбу и начала работать учительницей в 4-классном училище в Велиже, а затем в Полоцке.
В 1902 г. она поступила на медицинские курсы в Берне, затем попыталась продолжить образование на историко-филологическом отделении Бестужевских курсов.
Член РСДРП с 1902 года, большевичка. Находясь в Женеве в 1904 году, участвовала в съезде партии РСДРП, где познакомилась с В. И. Лениным, А. А. Богдановым и др.
В период Первой русской революции в 1905 году она приехала в Санкт-Петербург и вела агитацию среди рабочих Московской заставы и Путиловского завода. В 1907 году Злата Лилина была арестована и недолго находилась в одной из тюрем города — Литовском замке. После освобождения она в 1908 году эмигрировала. В эмиграции Лилина жила со своим мужем Г. Е. Зиновьевым в Париже, затем в 1912 году в Кракове, в 1914 году в Берне, затем в Цюрихе.
В эмиграции сотрудничала с большевистскими газетами «Звезда», «Правда», печаталась в журнале «Работница». В 1914—1915 годах секретарь Бернской группы РСДРП.
После Февральской революции 1917 года Злата Лилина возвратилась в Россию из Швейцарии вместе с мужем Г. Е. Зиновьевым, своим сыном Стефаном и первой женой Зиновьева, с которой он был в разводе — Саррой Равич.
После возвращения в Россию она стала активно заниматься организацией женского пролетарского движения. До Октябрьской революции Лилина работала в Петроградском Совете, вела антивоенную агитацию среди работниц петроградских заводов. Проживала в «доме Бенуа».
После — заведующая отделом народного образования Петроградского исполкома. Была одной из крупнейших советских деятельниц в области попечения о детях.
Мы должны изъять детей из-под грубого влияния семьи. Мы должны их взять на учёт, скажем прямо — национализировать. С первых же дней их жизни они будут находиться под благотворным влиянием коммунистических детских садов и школ. Здесь они воспримут азбуку коммунизма. Здесь они вырастут настоящими коммунистами. Заставить мать отдать нам, советскому государству, ребёнка — вот практическая наша задача.Злата Лилина
В 1921 году она была вместе с К. Цеткин и А. М. Коллонтай избрана в Президиум Второй Всероссийской конференции трудящихся женщин, который был создан на III конгрессе Интернационала.
В 1924—1926 годах З. И. Лилина заведовала Петроградским ГубОНО, совмещая это с руководством Отделом социального воспитания. Также она читала курсы истории партии и Коминтерна в Комуниверситете, состояла профессором и членом Совета института в Институте социального воспитания, а с 1925 г., после объединения всех педагогических вузов города — в Педагогическом институте им. А. И. Герцена.
С 1925 года — участница «ленинградской», затем объединённой левой оппозиции в ВКП(б).
Разгром в начале 1926 года объединённой левой оппозиции в Ленинграде и последовавший затем пересмотр профессорско-преподавательского состава ленинградских вузов в том числе коснулся и Лилиной и её ближайшего окружения.
В 1927 году исключена из партии, в 1928 году восстановлена. Переехав в Москву, Лилина работала в Наркомпросе, а также была заведующей отделом детской книги Госиздата. Одна из первых авторов детских книг о Ленине.
Содействовала изданию повести «Республика ШКИД».
Скончалась от рака лёгких 28 мая 1929 г. Похоронена в Санкт-Петербурге на Коммунистической площадке (ныне Казачье кладбище) Александро-Невской лавры. 
После осуждения и казни Зиновьева (расстрелян 25 августа 1936 г.) книги Лилиной были изъяты из библиотек.
Сын З. И. Лилиной и Зиновьева — Стефан Овсеевич Радомысльский (Степан Григорьевич Зиновьев) — был арестован и расстрелян 27 февраля 1937 г. на Лубянке.
Брат — Григорий Ионович Левин (1883, Полоцк, Витебской губернии — 1941) — специалист в области педагогики.

## Сочинения
- Кого выбирать в городские думы? (1917);
- Организуйте женщин! (1917);
- От коммунистической семьи к коммунистическому обществу (1920);
- Социально-трудовое воспитание. Итог четырёхлетней работы с Октябрьской революции до октября 1921 г. (П., 1921);
- Красный календарь в трудовой школе (1924);
- Наш учитель Ленин (1924);
- Школа и трудовое население. Опыт связи. Принципы и методы (1925);
- Педагогические методы Ленина (1925);
- Практика социального воспитания. (Опыт Ленинграда и Ленингр. губ.) (1926).